# دوروتی اسپنسر
دورتی اسپنسر (انگلیسی: Dorothy Spencer؛ ‏۳ فوریهٔ ۱۹۰۹ – ۲۳ مهٔ ۲۰۰۲) تدوین‌گر اهل ایالات متحده آمریکا بود.
از کارهای او می‌توان به تدوین فیلم قایق نجات و دنیای سیرک اشاره نمود.